# Nobuyuki Hosaka
Nobuyuki Hosaka (保坂 信之 Hosaka Nobuyuki?), född 23 juli 1970 i Saitama prefektur, är en japansk tidigare fotbollsspelare.
Hosaka började sin karriär 1990 i Yomiuri (Verdy Kawasaki). Med Yomiuri/Verdy Kawasaki vann han japanska ligan 1990/91, 1991/92, 1993 och japanska ligacupen 1991, 1992, 1993. Efter Verdy Kawasaki spelade han för Urawa Reds och Kawasaki Frontale. Han avslutade karriären 1998.